# Shani Davis
Shani Earl Davis (Chicago, 13 agosto 1982) è un pattinatore di velocità su ghiaccio e pattinatore di short track statunitense.

## Palmarès

### Pattinaggio di velocità

#### Olimpiadi
- 4 medaglie:
  - 2 ori (1000 metri a Torino 2006; 1000 metri a Vancouver 2010)
  - 2 argenti (1500 metri a Torino 2006; 1500 metri a Vancouver 2010)

#### Campionati mondiali completi
- 4 medaglie:
  - 2 ori (Mosca 2005; Calgary 2006)
  - 1 argento (Hamar 2004)
  - 1 bronzo (Berlino 2008)

#### Campionati mondiali su distanza singola
- 14 medaglie:
  - 7 ori (1500 m a Seoul 2004; 1000 m e 1500 m a Inzell 2007; 1000 m a Nagano 2008; 1500 m a Vancouver 2009; 1000 m e inseguimento a squadre a Inzell 2011);
  - 4 argenti (1500 m a Nagano 2008; 1500 m a Inzell 2011; inseguimento a squadre a Heerenveen 2012; 1500 m a Soči 2013);
  - 3 bronzi (1000 m a Vancouver 2009; 1000 m a Heerenveen 2012; 1000 m a Soči 2013).

#### Campionati mondiali sprint
- 3 medaglie:
  - 1 oro (Mosca 2009);
  - 1 argento (Nagano 2014);
  - 1 bronzo (Hamar 2007).

#### Coppa del Mondo
- Vincitore della Grand World Cup nel 2014.
- Vincitore della Coppa del Mondo dei 1000 m nel 2006, nel 2008, nel 2009, nel 2010, nel 2012 e nel 2014.
- Vincitore della Coppa del Mondo dei 1500 m nel 2008, nel 2009, nel 2010 e nel 2011.

### Short track

#### Campionati mondiali
- 1 medaglia:
  - 1 oro (staffetta a Pechino 2005)